# Бандитки (фильм, 1997)
«Бандитки» (англ. Bandits) — фильм режиссёра Кати Фон Гарнье, снятый в 1997 году.

## Сюжет
Трое заключённых женской тюрьмы — Луна, Ангел и Мария, — мечтают создать рок-группу, но их планы осуществляются только когда в заключение попадает профессиональный музыкант Эмма. Девушки называют свою группу «Бандитки». Они должны выступить на полицейском балу, однако не выдержав издёвок конвоира, бегут.
После побега девушки оказываются в неоднозначном положении: с одной стороны, их преследует полиция, и единственный шанс спастись — уплыть на корабле в Южную Америку, с другой — они становятся дико популярны, и воротилы поп-индустрии готовы платить большие деньги за право их трансляции. Девушкам надо просидеть тихо несколько дней до подхода судна, однако в это время происходят драматические события — Мари умирает, а полицейским через Эйнджел удаётся арестовать Эмму. Луне приходится освобождать подругу, с чем она успешно справляется.
Девушки даже идут на то, чтобы дать уличный концерт, во время которого их снова пытаются арестовать, но при помощи поклонников «Бандитки» в очередной раз сбегают. Однако когда приходит судно, и девушки поднимаются по трапу, полицейские снайперы уже берут их на прицел.

## В ролях
- Катя Риманн — Эмма
- Ясмина Табатабаи — Луна
- Николетт Кребиц — Ангел
- Ютта Хофман — Мария
- Ханнес Янике — Шварц
- Вернер Шрейер — Вест
- Андреа Завацки — Людвиг
- Оливер Хазенфрац — Шнайдер
- Аугуст Шмёльцер — Гюнтер
- Хайо фон Штеттен — Ник
- Петер Заттман — Голд

## Саундтрек
Большую часть песен написали и исполнили сами актрисы. Диск с песнями к фильму разошёлся в Германии тиражом в 700 000 экземпляров.

## Цитаты из фильма
- «Смерть продолжается всю жизнь и прекращается, когда наступает».
- «Свобода — это когда терять нечего».
- «Лучше быть мёртвой, чем дурой».

## Награды
- 1998 Баварская кинопремия за лучший саундтрек.
- 1998 Германская кинопремия в категории «лучшая актриса» (Катя Риманн)
- 1999 Главный приз 10-го международного фестиваля фантастических фильмов в Юбари[яп.]